# Алкогольные напитки
Алкого́льные напи́тки (также спиртны́е напитки, спиртно́е) — напитки, содержащие этиловый спирт.
Существует множество разновидностей спиртных напитков, большинство из них производят брожением.
Алкогольные напитки используются также для приготовления коктейлей и при приготовлении пищи: в маринадах, рагу, фруктовых десертах и других блюдах.
Понятие «алкогольные (спиртные) изделия» употребляется в товароведении и при определении налогов и акцизов на товары.
В отношении алкогольных напитков существуют региональные предпочтения: к примеру, в Бельгии излюбленным напитком является пиво, а в Японии пьют много саке. Различные религии по-разному относятся к употреблению алкоголя: одни (например, иудаизм) поощряют его употребление, другие (например, ислам) полностью его запрещают.
Злоупотребление спиртными напитками является причиной множества различных болезней, социальных и экономических проблем общества; алкоголь является депрессантом (психоактивным веществом) и может вызывать развитие нескольких типов рака, сердечно-сосудистых заболеваний и физическую зависимость.
По совокупности медицинских и социальных последствий алкоголь является самым вредоносным наркотиком. Алкоголь относится к канцерогенам.

## Виды алкогольных напитков
Среди алкогольных напитков есть изделия с низким содержанием алкоголя, изготовленные путём сбраживания сахаро- или крахмалосодержащих продуктов, и изделия с высоким содержанием алкоголя, изготавливаемые путём перегонки изделий с низким содержанием алкоголя. Иногда количество алкоголя в изделиях с низким его содержанием увеличивают, добавляя продукты перегонки, особенно часто так делают в случае с вином. Среди таких креплёных вин — портвейн и херес. Бормотуха тоже относится к этому классу.
Применяемый процесс изготовления (а также получаемое содержание алкоголя) определяют получаемый продукт. Для пива применяется относительно короткий (неполный) процесс брожения и такой же короткий процесс выдержки (несколько недель), и в результате содержание алкоголя обычно не превышает 3—8 %. Вино предполагает более долгий (полный) период брожения и относительно долгий период выдержки (месяцы или годы, иногда десятилетия), в результате чего содержание алкоголя составляет 7—18 % (игристое вино обычно изготавливается с добавлением небольшой порции сахара перед бутилированием). Продукты перегонки обычно не изготавливаются из пива, и до окончания перегонки эти изделия не выдерживаются.
Водка изготовляется путём разбавления спирта водой; в некоторые виды добавляются различные ароматические и вкусовые ингредиенты. Водку обычного качества изготавливают из спирта-ректификата, но более высококачественную водку готовят из зернового спирта-дистиллята.

## Способы изготовления
Основной способ (особенно в домашних условиях) получения спиртных напитков — биологическое брожение. При брожении, кроме этилового спирта, образуется ряд других веществ, собирательно называемых сивушными маслами, а также летучие альдегиды и фурфурол. Лёгкие примеси и сивушные масла обладают высокой токсичностью, поэтому из крепких напитков их удаляют с помощью перегонки (соответственно, первая и последняя фракция), очистки активированным углём, промежуточным окислением (например, перманганатом калия) и др.

## Использование в кулинарии
Крепкий алкоголь, к примеру, ликёры, могут добавлять в готовое блюдо, более слабый обычно добавляют перед температурной обработкой (исключение составляют шампанское и вермут). Существуют спиртосодержащие маринады, в которых этиловый спирт соединяется с кислотами и кислородом, придавая блюдам особый вкус, а также алкогольно-сахарные консерванты для фруктов. При этом в готовых блюдах алкоголя обычно не остаётся совсем или же присутствуют лишь крайне малые его дозы. Ещё одно применение спиртных напитков — фламбирование, то есть, добавление крепкого алкоголя в готовящееся блюдо и последующее его поджигание. В некоторые блюда добавляют небольшое количество алкоголя перед подачей на стол: так в готовый консоме добавляют немного мадеры. Такие десерты как тирамису, эгг-ног, трайфл, силлабаб, кранахан, сабайон и другие часто содержат алкоголь в качестве ингредиента.

## Государственный контроль за производством и обращением алкогольных напитков

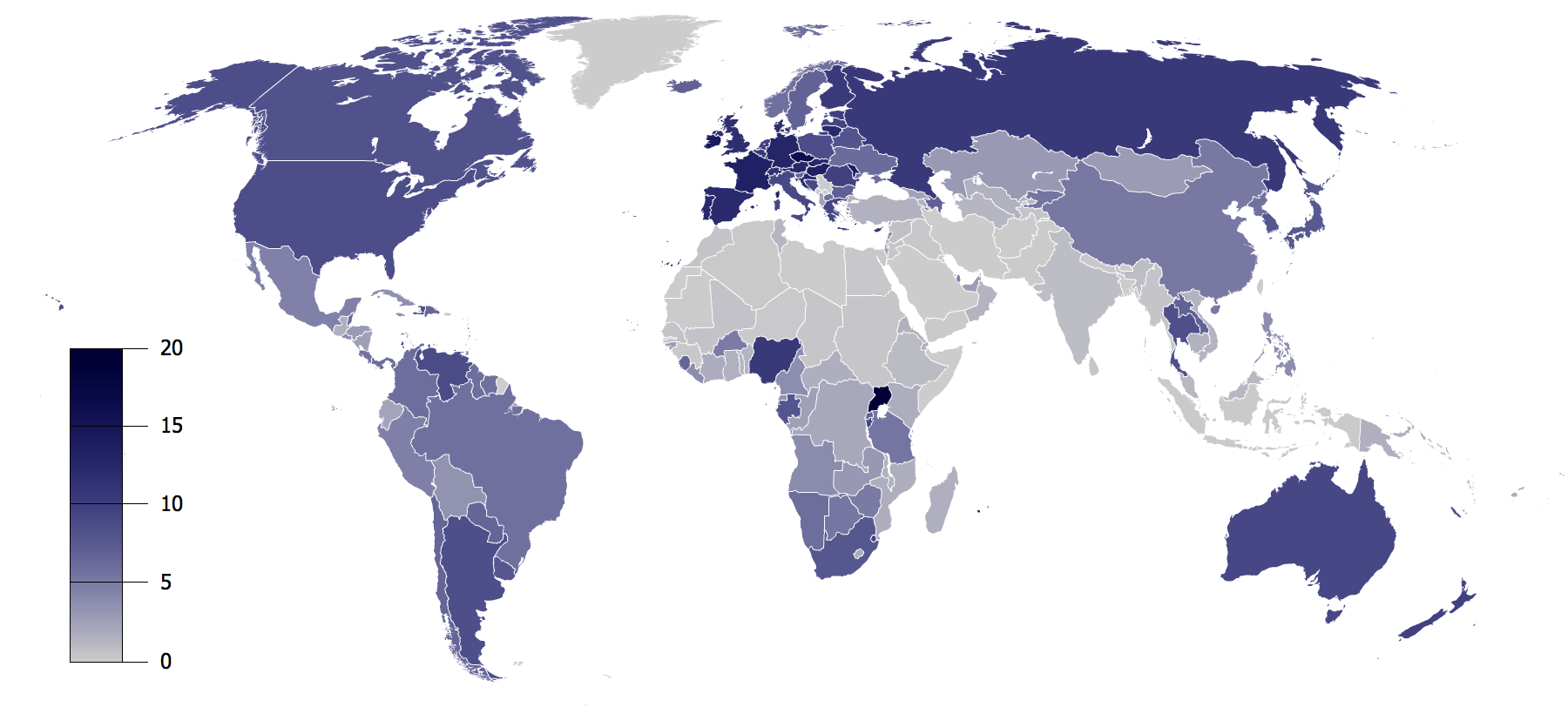
Потребление алкоголя на душу населения, 2009 год

Потребление алкоголя на душу населения в год по странам, 2011: ж > 19 л., з 10 л., г < 0.2 л., серый — нет данных

В связи с тем, что продажа спиртных напитков является одним из наиболее прибыльных видов бизнеса, государство контролирует и регулирует отдельные этапы их производства, торговли и употребления.

### Акциз
С целью пополнения госбюджета, а также ограничения потребления алкоголя, во многих странах, в том числе в России, продажа алкоголя обложена заметным налогом (акцизом). Зачастую акцизы и налоги составляют бо́льшую часть цены крепких алкогольных напитков. Таким образом, государство получает прибыль от продажи алкоголя, которая сравнима, а иногда и превышает прибыль других участников процесса (производителей и торговых фирм).
Например, в России в 2007 году для крепких напитков установлена ставка акциза 162 рубля за литр спирта, акциз постоянно повышается темпами, опережающими инфляцию.
С другой стороны, денатурированный спирт, который используется не для алкогольных напитков, а для других целей — например, в качестве топлива, — обычно облагается по меньшей ставке или не облагается вообще и к свободной продаже запрещён. Тем не менее, при использовании такого спирта учёт обязателен, что повышает накладные расходы.

### Ограничение рекламы алкогольных напитков
Во многих странах реклама алкоголя тем или иным образом ограничена, прежде всего из-за неблагоприятного влияния алкоголя на здоровье, особенно для предотвращения приобщения к алкоголю подрастающего поколения (детей и подростков).
В России реклама водки и пива запрещена по телевидению и в Интернете, за исключением рекламы пива в спортивных телетрансляциях. Запрет обходят, рекламируя одноимённые товары и услуги, однако в 2003 году использование «зонтичных» брендов было запрещено.

### Ограничения оборота и употребления алкоголя

#### Возрастные ограничения
В большинстве стран мира устанавливается минимальный возраст для приобретения или употребления алкогольных напитков.
Возрастные ограничения могут зависеть от крепости алкогольных напитков и от дополнительных условий (присутствие ответственных взрослых, место потребления алкоголя), так, в Германии, Австрии, Бельгии и Дании слабоалкогольные напитки (пиво, вино, сидр) продаются с 16 лет, крепкие спиртные напитки — с 18, в некоторых штатах Индии, пиво, вино и сидр продаются с 18, более крепкий алкоголь с 21, в Швеции алкоголь продаётся с 20 лет, за исключением пива в магазинах и слабоалкогольных напитков (в том числе вина) в ресторанах и барах, продажа которых допускается с 18 лет. Более лояльное отношение к алкоголю в барах и ресторанах в Скандинавских странах обусловлено более высокими ценами на алкоголь, чем в магазинах, что по мнению правительства, будет сдерживающим фактором от злоупотребления алкоголем.
Ограничения на возраст могут отличаться для приобретения и потребления, так, в Великобритании возраст свободного приобретения алкоголя — 18 лет, в то же время полный запрет на потребление алкоголя устанавливает минимальный возраст в 5 лет, во многих странах возрастные ограничения на употребление отсутствуют.
В большинстве стран (в том числе в России) возраст, с которого разрешена продажа алкогольных напитков, составляет 18 лет.
Возраст приобретения в 16 лет установлен на Кубе, в некоторых странах Карибского бассейна, Африки и Европы, во многих странах Европы для приобретения вина и пива.
Возраст приобретения и употребления в 21 год установлен в США, большинстве штатов Индии, некоторых странах Африки и многих странах Азии.
Максимальные возрастные ограничения — в некоторых штатах Индии (до 25 лет).

## Воздействие алкоголя на организм человека

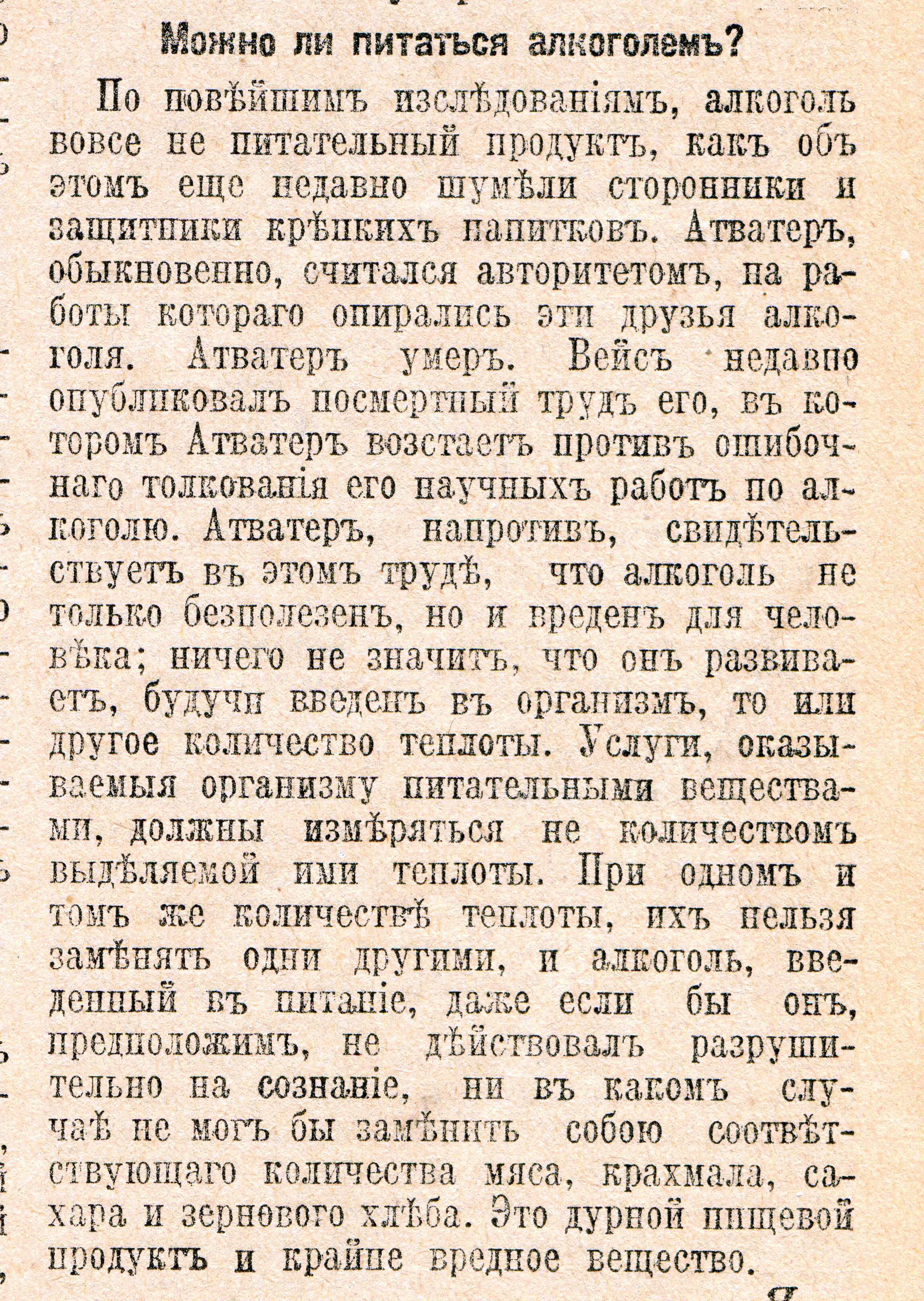
«Научные новости. Можно ли питаться алкоголем?» 1910

Этанол является природным психоактивным веществом, оказывающим угнетающее действие на центральную нервную систему. Среди спиртов этанол имеет относительно невысокую токсичность, обладая при этом значительным психоактивным эффектом. Употребление этанола вызывает опьянение, в результате чего у человека снижается скорость реакции и внимание, нарушается координация движений и мышление. Употребление больших количеств может привести к смерти. Чрезмерное и регулярное употребление алкоголя может вызывать алкоголизм.
Алкоголь оказывает воздействие на пьющего многочисленными путями, в зависимости от количества употребляемых алкогольных напитков и способа (обстоятельств) их употребления. Всемирная организация здравоохранения определяет вредное употребление алкоголя как такие модели употребления алкоголя, которые ведут к повышенному риску развития неблагоприятных результатов для здоровья либо имеют разрушительные последствия для здоровья и социального положения пьющего, окружающих его людей и общества в целом. В редких случаях, помимо количества и модели употребления алкоголя, играет роль также его качество.
Действие этанола на организм не ограничивается лишь токсическим воздействием. Присутствуют многочисленные и разнообразные биохимические и функциональные изменения, вызываемые этиловым спиртом.
Существует значительное количество исследований, касающихся влияния алкоголя на заболеваемость и смертность людей, употребляющих его в различных дозах. Установлено, что алкоголь по-разному воздействует на функционирование органов и систем, а также по-разному влияет на частоту некоторых заболеваний и показатели общей смертности, в зависимости от употребляемой дозы. Алкоголь увеличивает риск развития рака груди, желудочно-кишечного тракта (в среднем на 40 % по сравнению с непьющими людьми) и некоторых других видов рака, при этом риск пропорционален потребляемым количествам. Чрезмерное употребление алкоголя повышает вероятность развития гастрита и язвы желудка; даже однократное употребление больших доз алкоголя может вести к развитию некротизирующего панкреатита с нередким летальным исходом. Длительное употребление этанола может обусловить развитие цирроза печени. Хронический алкоголизм может привести к уменьшению объёма головного мозга; высокие концентрации алкоголя могут вызывать оксидативное повреждение нейронов, при употреблении в больших количествах алкоголь вызывает гибель нейронов головного мозга. Алкоголь может увеличить риск рождения ребёнка с врождёнными аномалиями нервной системы и вызвать задержку роста (даже малые дозы этанола обладают тератогенным действием), хотя есть исследования, которые не нашли связи между употреблением умеренных доз алкоголя матерями в первом триместре беременности и проблемами в развитии плода. Многие исследования показали чёткую связь между дозой алкоголя и увеличением риска развития артериальной гипертензии. Алкогольные напитки оказывают токсическое воздействие на сердечную мышцу, активизируют симпатоадреналовую систему, вызывая тем самым выброс катехоламинов, приводящий к спазму коронарных сосудов, нарушению ритма сердечных сокращений:159. Алкоголь может вызывать остановку сердца; он может увеличить риск развития инсульта, в зависимости от количества алкоголя и типа инсульта, и часто является причиной внезапной смерти людей, страдающих ишемической болезнью сердца:159. Этанол в высоких концентрациях, попадая в кровь, может разрушать эритроциты (вызвать патологический гемолиз), что порой приводит к токсической гемолитической анемии. Алкогольные напитки ухудшают всасываемость питательных веществ из пищи, нарушают многие звенья обмена веществ в организме: белков, углеводов, жиров, минеральных солей. В результате в органах и тканях накапливаются кислые продукты, нарушается кислотно-щелочное равновесие, и это приводит к серьёзным нарушениям обмена веществ:157.
Непосредственно сам алкоголь не может выступать аллергеном, однако различные примеси (или микропримеси) в алкогольных напитках могут провоцировать различные аллергические реакции от кожных высыпаний до смертельно опасных проблем с дыханием (бронхоспастический синдром, отёк Квинке). Например, широко применяемые препараты-провокаторы отрицательной психологической реакции на алкоголь — дисульфирам, тетурам, антабус, колме и др. — вызывают антабусный эффект, неотличимый по внешним признакам от тяжёлой аллергической реакции.
Влияние «умеренных» доз алкоголя
Некоторые исследования отмечают, что «умеренные» дозы алкоголя улучшают чувствительность к инсулину (у лиц, не страдающих сахарным диабетом), понижают риск смерти от сердечных заболеваний на 30—40 % по сравнению с непьющими людьми. Показано, что алкоголь снижает риск развития сахарного диабета 2-го типа у лиц, потребляющих его в дозах менее 63 г в сутки (по-видимому, на мужчин и представителей азиатской популяции эта закономерность не распространяется: у них риск диабета при приёме небольших доз алкоголя не снижен), а при дозах выше 63 г в сутки риск сахарного диабета 2-го типа повышается. Как утверждается, небольшие дозы алкоголя обладают кардиопротекторными свойствами, могут оказывать антиатеросклеротическое действие. Алкоголь увеличивает концентрацию липопротеидов высокой плотности, обладает антиоксидантным эффектом, угнетает агрегацию тромбоцитов, а также обладает противовоспалительными свойствами. Употребление алкоголя с целью снижения риска развития некоторых сердечно-сосудистых событий нужно балансировать с риском развития алкогольной болезни печени. Поскольку нельзя дать общую для всех рекомендацию об оптимальном уровне потребления алкоголя, в отсутствие такой прямой рекомендации людям следует проконсультироваться у своих терапевтов по поводу безопасности и рисков употребления алкоголя и принять собственные индивидуальные решения. Стоит учитывать также, что даже при употреблении алкоголя в умеренных дозах существует вероятность развития алкоголизма.
Высказываются сомнения по поводу обоснованности выводов о положительном влиянии умеренных доз алкоголя на здоровье. Так, директор Национального Института по изучению злоупотребления алкоголем и алкоголизма США доктор Енох Гордис по поводу взаимосвязи между потреблением алкоголя и ишемической болезнью сердца дал следующий комментарий:

Несмотря на то что умеренное потребление алкоголя связано с более низким риском развития коронарной болезни сердца, наука не убеждена, что именно алкоголь является причиной снижения этого риска. Также возможно, что снижение риска может происходить за счёт неких ещё неидентифицированных факторов, связанных с употреблением алкоголя в сочетании с факторами, снижающими риск ишемической болезни сердца, такими как образ жизни, питание или физическая активность, или же с веществами в составе алкогольных напитков. <…> Кроме того, даже если мы обнаружим в будущем, что снижение риска развития сердечных патологий обусловлено самим алкоголем, необходимо будет взвесить все за и против, особенно в отношении определённых категорий населения. Например, умеренное потребление алкоголя пожилыми людьми может снизить риск инфаркта миокарда и в то же время повысить риск заболеваний, связанных с алкоголем, таких как опасные взаимодействия этанола с медикаментами; кроме того, возможны травмы и от падений, и от ДТП; а также геморрагический инсульт.
В статье, опубликованной в журнале Drug and Alcohol Review (Филмор и др.), было показано, что вывод о кардиопротекторных свойствах этанола сделан на основе исследований, не учитывающих целого ряда факторов, при включении которых в рассмотрение статистически значимое защитное свойство этанола не наблюдается. Команда Филмор проанализировала 54 исследования из 56, вошедших в критикуемый ею метаанализ, и изложила ряд аргументов в своей работе, указывая на дополнительные неучтённые ошибки в предыдущих исследованиях и утверждая, что защитные свойства этанола как минимум получали неподтверждённо высокую оценку. В другой работе исключили несколько из указанных командой Филмор ошибок, и в результате для мужчин статистически значимый «защитный эффект» регулярного употребления этанола не был обнаружен, но сохранился для женщин. Для мужчин в этой работе была обнаружена обратная зависимость между частотой потребления этанола и смертностью от сердечно-сосудистых заболеваний.
По утверждению специалистов Всемирной организации здравоохранения, присутствующие в литературе утверждения о пользе алкоголя «основаны не на тщательных научных подтверждениях, а инспирированы в значительной степени соображениями коммерческого характера»:157.

### Причина преждевременной смерти
По данным ВОЗ, вредное потребление алкоголя является причиной 3,7 %—5,9 % всех смертей в мире и 4,4 %—5,1 % общего глобального бремени болезней и травм (по состоянию на 2002—2012 год). Особо значительно влияние вредного употребления алкоголя на травматизм, включая травмы в результате дорожно-транспортных аварий, насилия и суицидальных попыток. Среди факторов риска преждевременной смерти и инвалидности в мире вредное потребление алкоголя является пятым по значимости. От злоупотребления спиртными напитками погибает больше людей, чем от СПИДа, туберкулёза и войн. Наибольшее влияние употребления алкоголя на смертность наблюдается в России и странах СНГ: каждый пятый мужчина в них умирает от причин, связанных с употреблением алкогольных напитков. По другим данным, чрезмерное потребление алкоголя приводит к преждевременной смерти 25 % российских мужчин.
По данным ВОЗ за 2016 год, более 3 млн человек в год умерли в результате чрезмерного употребления алкоголя. По подсчётам, спиртосодержащие напитки являются причиной каждой 20-й смерти. Одна четверть летальных случаев приходится на женщин. По подсчётам ВОЗ, у 237 млн мужчин и 46 млн женщин есть проблемы с алкоголем. Наибольшая распространённость алкоголизма наблюдается в Европе и странах Южной и Северной Америки, а нарушения, связанные с употреблением алкоголя, чаще всего встречаются у жителей благополучных стран. Данные ВОЗ за 2018 год почти такие же:

Во всем мире в результате вредного употребления алкоголя ежегодно происходит 3 миллиона смертей, что составляет 5,3 % всех случаев смерти.— https://www.who.int/ru/news-room/fact-sheets/detail/alcohol Алкоголь: основные факты (21 сентября 2018 года)

### Употребление алкоголя в период беременности
Употребляя алкоголь во время беременности, женщина может развить у ребёнка фетальный алкогольный синдром. Для таких детей характерны рост и масса тела ниже, чем у здоровых детей. Во всем мире большинство специалистов считают, что лучше не употреблять алкоголь в период беременности и лактации либо сократить его употребление до редких случаев.
Большие дозы потребления спиртного во время беременности могут повлечь за собой различные отклонения в развитии плода.

### Взаимодействие с лекарствами
Употребление алкоголя человеком, принимающим лекарства, крайне нежелательно, так как алкоголь извращает действие лекарственных средств и вследствие этого становится опасен для жизни. Отрицательное влияние алкогольных напитков на результаты фармакотерапии многообразно и зависит от различных факторов: индивидуальных свойств больного, его чувствительности, тяжести заболевания, однако во всех случаях у пациентов, принимающих лекарства и потребляющих алкоголь, эффективность фармакотерапии ослабляется, а порой и сводится на нет:157,159.
Алкогольные напитки изменяют или извращают фармакологический эффект лекарств, изменяя характер их действия на клетки, органы или организм в целом; они повышают токсичность лекарств, нарушая их метаболизм в печени и приводя к тяжёлым интоксикациям при приёме обычных лечебных доз:157. Кроме того, алкогольные напитки могут усиливать аллергизирующий эффект любых лекарств:160.
В особенности нежелательно употреблять алкоголь тем, кто принимает лекарства, влияющие на функцию ЦНС: снотворные, седативные и другие психотропные средства, жаропонижающие, противовоспалительные, анальгетики. Помимо того, что алкогольные напитки усиливают их эффект, они также вызывают привыкание к данным лекарственным средствам: снижается чувствительность к повторным введениям лекарства, и для достижения терапевтического эффекта приходится увеличивать дозу. Это касается прежде всего анксиолитиков (бензодиазепинов, барбитуратов, хлоральгидрата, солей брома и др.). Приём этих препаратов пациентами, потребляющими алкоголь, смертельно опасен: даже сравнительно невысокая доза может приводить к отравлению. В частности, особенно опасны бензодиазепины (клоназепам, нитразепам и др.), которые при потреблении алкоголя могут привести к глубокому угнетению дыхания, вплоть до комы, иногда заканчивающейся смертельным исходом. Алкоголь усиливает угнетающее действие на ЦНС антигистаминных препаратов (димедрол, фенкарол, супрастин). В сочетании с антидепрессантами группы ингибиторов МАО алкоголь приводит к гипертоническим кризам (см. тираминовый синдром), опасность которых существует не только на фоне приёма антидепрессанта, но сохраняется и на протяжении двух недель после его отмены. Даже небольшие количества вина или пива могут в этих случаях стать причиной тираминового синдрома:158—159.
Используемые при лечении гипертонической болезни лекарственные средства могут на фоне принятого алкоголя вызвать резкое падение артериального давления с развитием ортостатического коллапса, причём это характерно не для какой-то одной группы гипотензивных препаратов, а для гипотензивных средств с различным механизмом действия. При взаимодействии спиртного с нитроглицерином и другими препаратами, расширяющими периферические кровяные сосуды, а также спазмолитическими средствами может развиться острая сосудистая недостаточность (коллапс) с угнетением центральной нервной системы, резким падением артериального и венозного давления, уменьшением массы циркулирующей крови, гипоксией и ишемией; при отсутствии экстренной медицинской помощи в таком состоянии может наступить летальный исход. В сочетании с мочегонными препаратами, применяемыми при лечении гипертонической болезни, алкоголь (который, как и мочегонные препараты, активно выводит ионы калия из организма) может вызвать рвоту, диарею, падение артериального давления, острую сердечную недостаточность:158—160.
Алкоголь усиливает снижение уровня сахара в крови, вызываемое инсулином и синтетическими средствами для лечения сахарного диабета, в результате чего может развиваться кома с потерей сознания и судорогами. Одновременный приём аспирина (ацетилсалициловой кислоты) и алкогольных напитков может приводить к изъязвлению слизистой оболочки желудка и кровотечению. Употребление спиртного лицами, принимающими ненаркотические анальгетики и НПВС (метамизол, парацетамол, индометацин, ибупрофен), приводит к появлению тахикардии, вялости, шума в ушах. Кроме того, парацетамол при этом даже в небольших дозах способен привести к очень тяжёлому поражению печёночной паренхимы. Алкоголь очень существенно усиливает эффект антикоагулянтов (дикумарина, этил бискумацетата, аценокумарола и др.), вследствие чего может возникнуть обильное кровотечение и кровоизлияние во внутренние органы, в частности кровоизлияние в мозг, приводящее к параличам, парезам, потере речи. При потреблении алкогольных напитков изменяется фармакологический эффект многих антибиотиков цефалоспоринового ряда (см. антабусный эффект); гризеофульвин угнетает центральную нервную систему; снижается активность доксициклина; повышается гепатотоксический эффект рифампицина; приём хлорамфеникола приводит к появлению чувства жара, ознобу, сердцебиению, шуму в голове; изменяется действие метронидазола, фуразолидона:160—161.
Некоторые препараты усиливают действие алкоголя на организм: к ним относятся аминазин, кетотифен, метоклопрамид, циметидин, бромокриптин, вальпроевая кислота и вальпроат натрия, кодеин. К препаратам, снижающим чувствительность организма к алкоголю, относятся прежде всего препараты, содержащие андрогены и глюкокортикостероиды:161.
Потребление алкогольных напитков приводит к нарушению функций эндокринных органов, в особенности половых желёз и надпочечников; каждый раз при приёме алкоголя резко активируется поступление гормонов в кровь. Поэтому, если человек, потребляющий алкогольные напитки, принимает гормональные препараты в обычных терапевтических дозах, это может привести к развитию многих нежелательных эффектов:161.
Употребление алкоголя негативно влияет на результаты витаминотерапии. В частности, поражение ЖКТ приводит к тому, что витамины, принимаемые перорально, плохо всасываются и усваиваются, и приводит к нарушению их превращения в активную форму. Особенно это касается витаминов B1, B6, PP, B12, C, A, фолиевой кислоты:160.

## История
История алкогольных напитков занимает особое место в истории человечества.
Обнаруженные сосуды каменного века с остатками ферментированных напитков позволяют судить о том, что производство и употребление алкогольных напитков существовало уже в эпоху неолита.
Пиво и вино — одни из древнейших напитков.
Вино стало одним из наиболее значимых культурных символов для разных народов Средиземноморья, и заняло важное место в их мифологии и ритуалах, а впоследствии — и в христианском богослужении (см. Евхаристия). У народов, выращивающих злаки (ячмень, пшеницу, рожь), пиво было основным праздничным напитком.

## В культуре
Производство алкогольных напитков и их употребление отражает культурные и религиозные особенности населения разных стран.
Алкогольные напитки во всём своём разнообразии — вина, пива, водки, самогона, шампанского, абсента и т. д. — стали источником бесконечного числа образов и сюжетов для произведений мировой культуры.
Уже в древнеегипетском искусстве появился специфический алкогольный юмор.
Наибольшая масса идей и образов, связанных с алкогольными напитками, вошла в культуру во время Высокого Средневековья.

## Отношение к употреблению алкогольных напитков в различных религиях

### Христианство

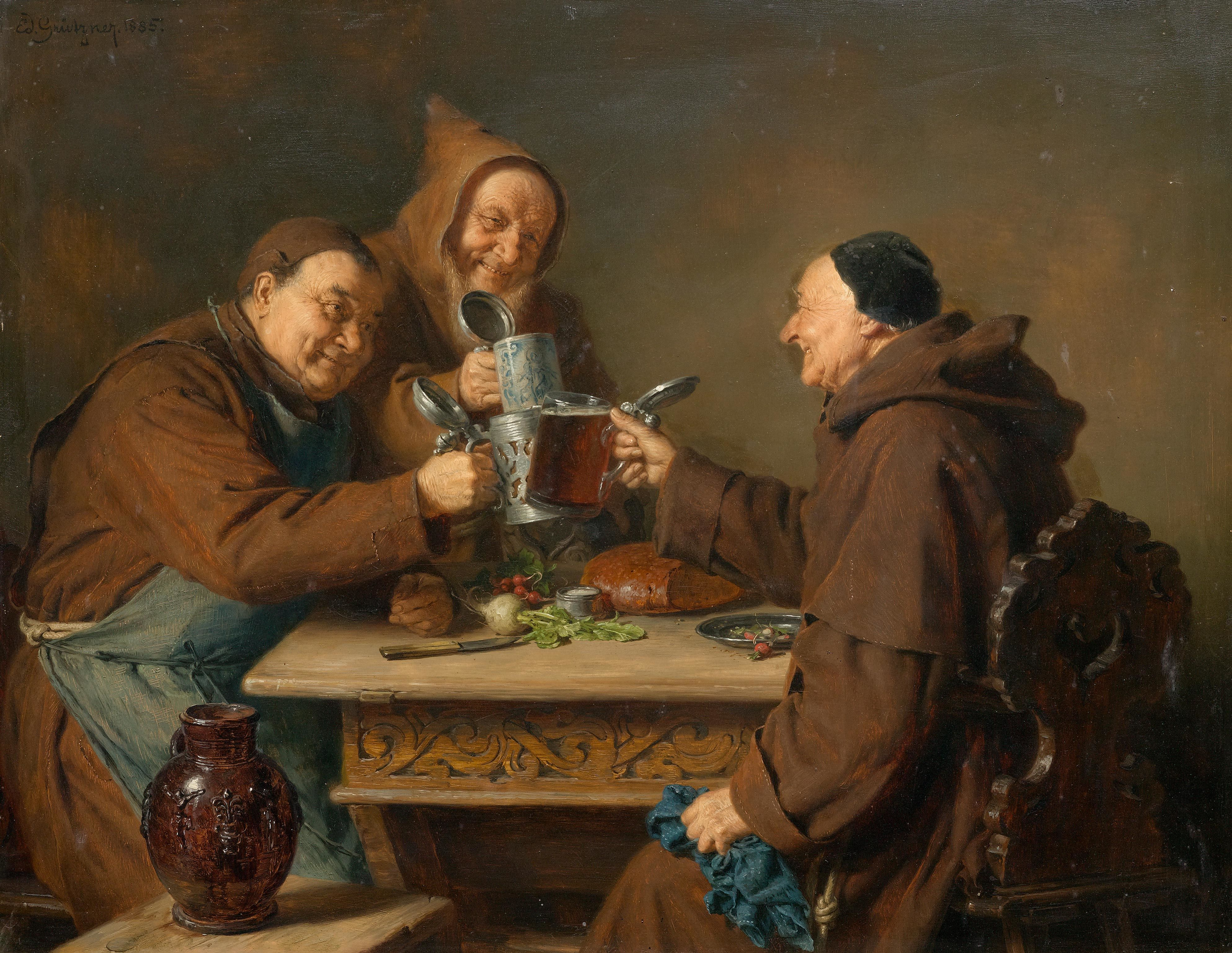
Эдуард фон Грютцнер «Три монаха за завтраком», 1885

В православии, католицизме, лютеранстве и англиканстве умеренное употребление алкогольных напитков разрешено, однако пьянство осуждается как тяжкий грех. Данная позиция основана на ветхозаветных упоминаниях вина, чуде, сотворённом Христом в Кане Галилейской, Тайной Вечере и посланиях апостола Павла. Приветствуется воздержание от алкоголя ради упражнения в посте и молитве. Вино с раннехристианских времён является важнейшим элементом Литургии, за которой оно претворяется в Кровь Христову.

### Адвентисты седьмого дня
В адвентизме седьмого дня строго запрещены употребление, изготовление, продажа, реклама. Церковное взыскание — исключение провинившегося, если он не выражает покаяния, из членов Церковного братства.

### Мормонизм
Мормонам запрещено употребление алкоголя и содержащих его напитков, некоторые интерпретации книги Слово мудрости, в том числе версия Церкви Иисуса Христа Святых последних дней, включают запрет вообще любых возбуждающих напитков, включая кофеиносодержащие (чай, кофе, кола).

### Свидетели Иеговы
Умеренное употребление алкогольных напитков разрешено для свидетелей Иеговы, но осуждается злоупотребление алкоголем, то есть пьянство.

### Ислам

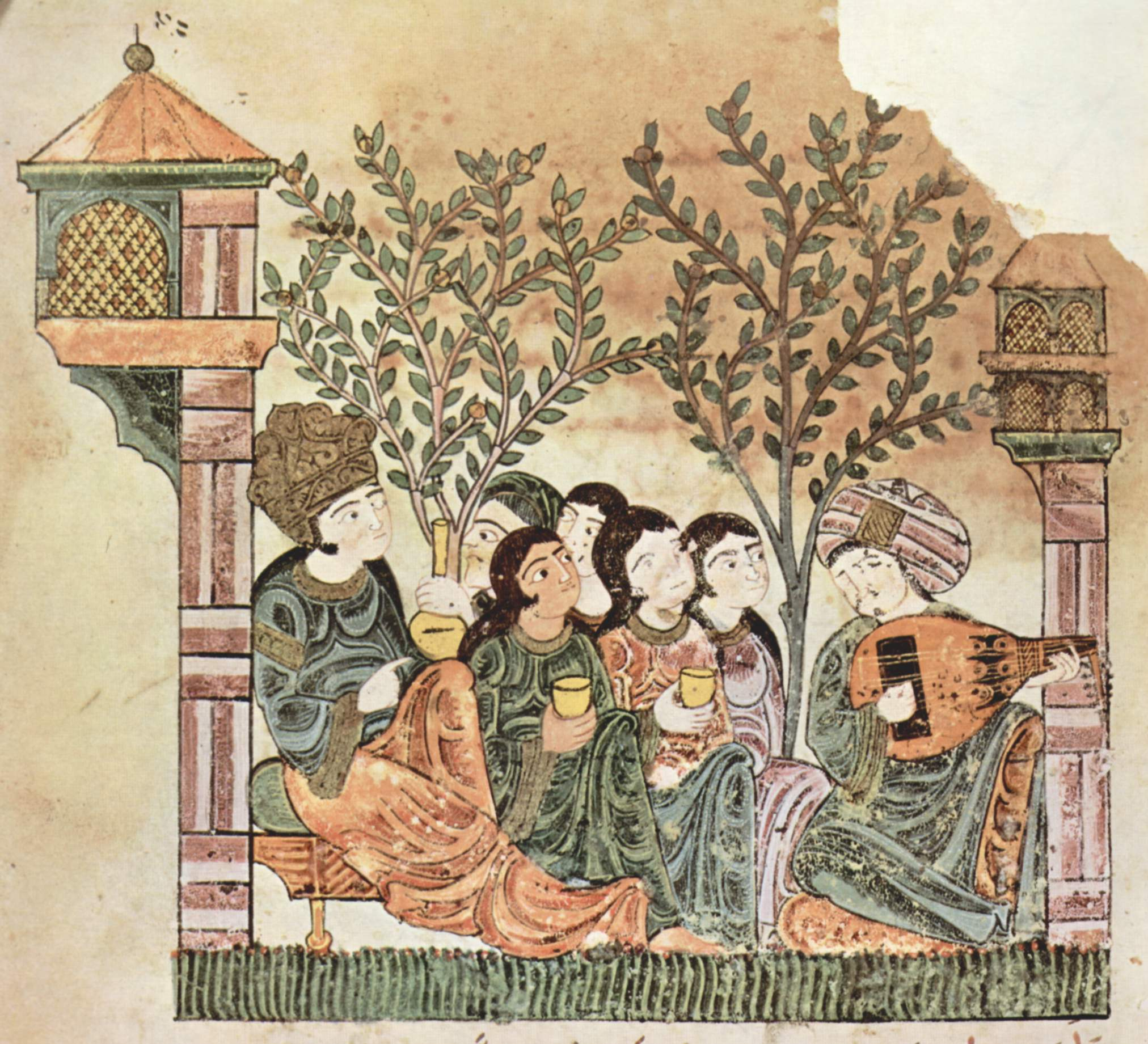
Иллюстрация магрибского манускрипта «История о Баяде и Рияде», 13 век.

Употребление алкогольных напитков в исламе запрещено (харам).

### Иудаизм
Употребление алкогольных напитков иудеям не воспрещено.
Вино участвует в исполнении некоторых иудейских религиозных ритуалов, при этом должно соблюдаться условие, чтобы вино было кошерным. Кошерность вина обусловливается не типом винограда или спецификой изготовления, а соблюдением определённых законов.
Галаха запрещает использовать вино, относительно которого существует подозрение в том, что его могли использовать иноверцы в своих религиозных обрядах. Поэтому алкогольные напитки из винограда (в том числе коньяк и бренди) должны производиться исключительно религиозными евреями, начиная с этапа выдавливания сока из винограда. В то же время при ритуальном использовании виноградного вина более принципиальным является не наличие в нём алкоголя, а производность от винограда, и вино в большинстве случаев может быть заменено кошерным виноградным соком (как поступают, в частности, при участии в иудейских ритуалах детей или младших подростков).
Некоторые сорта водки являются трефными (некошерными), поскольку в их состав входят молочные добавки либо производные молока используются в технологическом процессе (во избежание нарушения запрета смешения мясного и молочного). Алкогольные напитки, в технологии которых участвует или может происходить брожение зерновых и их производных, например, солода (квас, пиво, водка, виски и т. д.), являются запретными в период праздника Песах как хамец.
Кроме того, запрещено напиваться до состояния значительной степени опьянения (за исключением праздника Пурим).

### Индуизм
Алкоголь присутствует в жизни индусов, хотя обычной является и практика воздержания от него. Алкоголь и его производство считаются оскверняющими, но запрет на употребление алкоголя в некоторых индийских штатах имеет социальную подоплёку и не связан с религиозными соображениями.

#### Кришнаизм
Кришнаитам запрещается приём одурманивающих и возбуждающих средств (в том числе кофе, чая, табака, алкоголя и наркотиков).

### Буддизм
Употребление алкогольных напитков запрещено в некоторых направлениях монашеского буддизма.

### Вера Бахаи
В религии бахаи алкоголь приравнивается к наркотикам («веществам, похищающим разум»), и его употребление запрещено, даже в виде пищевых добавок. Однако употребление алкоголя дозволено тогда, когда этого требует медицинское лечение, назначенное «по совету знающего и ответственного врача, который бывает вынужден прописать данное средство для исцеления определённого недуга».

### Комментарии
1. ↑  Речь идёт о странах т. н. алкогольной культуры, в отличие от стран опиатной культуры.
2. ↑  Бекташи, численность которых, по некоторым оценкам, достигает 40 % населения Албании[69] и 30 000 человек в Турции[70], не признают запрета на алкоголь[71][72].

### Сноски
1. 1 2 3 4 5 6  Oxford, 2014, p. 218.
2. ↑  ВОЗ Употребление алкоголя. Дата обращения: 11 октября 2015. Архивировано 18 октября 2015 года.
3. ↑  Натт, 2021, с. 7.
4. ↑  WHO &124; Global status report on alcohol and health 2018. WHO. Дата обращения: 18 июня 2019. Архивировано 15 сентября 2017 года.
5. ↑  Информационно-аналитическое агентство «УралБизнесКонсалтинг»: акцизы на алкоголь в 2007 году. Дата обращения: 19 марта 2007. Архивировано 20 января 2008 года.
6. ↑  Акцизы на алкоголь в 2011 году. Новый порядок сбора акцизов. Дата обращения: 26 августа 2011. Архивировано 9 февраля 2011 года.
7. ↑  Путин подписал закон, запрещающий рекламу алкоголя в интернете. Дата обращения: 22 июля 2012. Архивировано 22 июля 2012 года.
8. 1 2  Константин Гетманский. Скрытая реклама водки «Флагман» признана незаконной. Фин.Известия.Ру (3 сентября 2003). Дата обращения: 1 декабря 2009. Архивировано 11 февраля 2011 года.
9. ↑  Источник. Дата обращения: 19 марта 2007. Архивировано 27 сентября 2007 года.
10. ↑  Во сколько лет можно покупать алкоголь в разных странах. АлкоФан. Архивировано 12 октября 2017. Дата обращения: 12 октября 2017.
11. 1 2  Употребление алкоголя. Информационный бюллетень N°349 - Основные сведения об употреблении алкоголя. ВОЗ (январь 2015). Дата обращения: 11 октября 2015. Архивировано 18 октября 2015 года.
12. ↑  Более 3 миллионов случаев смерти в мире связаны с алкоголем. Глобальный доклад о положении в области алкоголя и здоровья 2014 года - анонс. ВОЗ (май 2014). Дата обращения: 11 октября 2015. Архивировано 18 октября 2015 года.
13. ↑  Этанол и токсичность 1,2-дихлорэтана. Дата обращения: 7 декабря 2010. Архивировано 2 ноября 2012 года.
14. ↑  Mukamal K. J., Fletcher R. H., Sokol H. N. Overview of the risks and benefits of alcohol consumption (англ.) // UpToDate 17.3.
15. ↑  Pikaar N. A., Wedel M., van der Beek E. J., van Dokkum W., Kempen H. J., Kluft C., Ockhuizen T., Hermus R. J. Effects of moderate alcohol consumption on platelet aggregation, fibrinolysis, and blood lipids (англ.) // Metabolism. — 1987. — Vol. 36, no. 6. — P. 538—543.
16. ↑  Dimmitt S. B., Rakic V., Puddey I. B., Baker R., Oostryck R., Adams M. J., Chesterman C. N., Burke V., Beilin L. J. The effects of alcohol on coagulation and fibrinolytic factors: a controlled trial (англ.) // Blood Coagul Fibrinolysis. — 1998. — Vol. 9, no. 1. — P. 39—45.
17. ↑  Leon D. A., Saburova L., Tomkins S., Andreev E., Kiryanov N., McKee M., Shkolnikov V. M. Hazardous alcohol drinking and premature mortality in Russia: a population based case-control study (англ.) // The Lancet. — Elsevier, 2007. — Vol. 369, no. 9578. — P. 2001—2009.
18. 1 2 3  Thun M. J., Peto R., Lopez A. D., Monaco J. H., Henley S. J., Heath C. W., Doll R. Alcohol consumption and mortality among middle-aged and elderly U.S. adults (англ.) // New Engl. J. Med. — 1997. — Vol. 337, no. 24. — P. 1705—1714.
19. ↑  Fuchs C. S., Stampfer M. J., Colditz G. A., Giovannucci E. L., Manson J. E., Kawachi I., Hunter D. J., Hankinson S. E., Hennekens C. H., Rosner B. Alcohol consumption and mortality among women (англ.) // New Engl. J. Med. — 1995. — Vol. 332, no. 19. — P. 1245—1250.
20. ↑  Boffetta P., Garfinkel L. Alcohol drinking and mortality among men enrolled in an American Cancer Society prospective study // Epidemiology. — 1990. — Т. 1, № 5. — С. 342—348.
21. ↑  Singletary K. W., Gapstur S. M. Alcohol and breast cancer: review of epidemiologic and experimental evidence and potential mechanisms (англ.) // J. Amed. Med. Assoc. — 2001. — Vol. 286, no. 17. — P. 2143—2151.
22. ↑  Allen N. E., Beral V., Casabonne D., Kan S. W., Reeves G. K., Brown A., Green J. Moderate alcohol intake and cancer incidence in women (англ.) // J. Natl. Cancer Inst. — 2009. — Vol. 101, no. 5. — P. 296—305.
23. ↑  Вопрос онкологу: существует ли антираковая диета?. Архивировано 18 октября 2017. Дата обращения: 18 октября 2017.
24. ↑  Jürgen Rehm et al. 2.3 Alcohol consumprtion // World Cancer Report 2014. — 2014. — С. 96—104.
25. ↑  Маркизова, Н. Ф. Спирты: Серия «Токсикология для врачей» / Н. Ф. Маркизова, А. Н. Гребенюк, В. А. Башарин, Е. Ю. Бонитенко. — СПб.: ООО «Издательство Фолиант», 2004.
26. ↑  Рекомендации по диагностике и лечению язвенной болезни (методическое пособие для врачей). Авторы: Ивашкин В. Т., Шептулин А. А., Баранская Е. К. и другие. — М., 2004.
27. ↑  Ramstedt M. Alcohol and pancreatitis mortality in the population level: experiences from 14 western countries. Addiction 2004; 99: 1255—1261. Архивная копия от 12 ноября 2018 на Wayback Machine
28. ↑  Садовникова И. И. Циррозы печени. Вопросы этиологии, патогенеза, клиники, диагностики, лечения Архивная копия от 13 ноября 2018 на Wayback Machine // «Русский медицинский журнал». — 2003. — Т. 5. — № 2.
29. ↑  Mann, K.; Batra, A.; Gunther, A.; and Schroth, G. Do women develop alcoholic brain damage more readily than men? Alcoholism: Clinical and Experimental Research 16(6): 1052—1056, 1992.
30. ↑  Muneer PM, Alikunju S, Szlachetka AM, Haorah J. Inhibitory effects of alcohol on glucose transport across the blood-brain barrier leads to neurodegeneration: preventive role of acetyl-L-carnitine (англ.) // Psychopharmacology[англ.]. — Springer, 2010. — ISSN 18385738. Архивировано 12 ноября 2018 года.
31. ↑  Sokol R. J., Clarren S. K. Guidelines for use of terminology describing the impact of prenatal alcohol on the offspring (англ.) // Alcohol Clin. Exp. Res. — 1989. — Vol. 13, no. 4. — P. 597—598.
32. ↑  Day, N.L.; Robles, N.; Richardson, G.; Geva, D.; Taylor, P.; Scher, M.; Stoffer, D.; Cornelius, M.; & Goldschmidt, L. The effects of prenatal alcohol use on the growth of children at three years of age. Alcoholism: Clinical and Experimental Research 15(1): 67-71, 1991.
33. ↑  Streissguth, A.P.; Barr, H.M.; & Sampson, P.D. Moderate prenatal alcohol exposure: Effects on child IQ and learning problems at age 7 1/2 years. Alcoholism: Clinical and Experimental Research 14(5): 662—669, 1990.
34. ↑  Polygenis D., Wharton S., Malmberg C., Sherman N., Kennedy D., Koren G., Einarson T. R. Moderate alcohol consumption during pregnancy and the incidence of fetal malformations: a meta-analysis (англ.) // Neurotoxicol. Teratol. — 1998. — Vol. 20, no. 1. — P. 61—67.
35. ↑  Klatsky A. L., Friedman G. D., Siegelaub A. B., Gerard M. J. Alcohol consumption and blood pressure Kaiser–Permanente Multiphasic Health Examination data (англ.) // New Engl. J. Med. — 1977. — Vol. 296, no. 21. — P. 1194—1200.
36. 1 2 3 4 5 6 7 8 9 10 11 12 13  Взаимодействие лекарств и эффективность фармакотерапии / Л. В. Деримедведь, И. М. Перцев, Е. В. Шуванова, И. А. Зупанец, В. Н. Хоменко; под ред. проф. И. М. Перцева. — Харьков: Издательство «Мегаполис», 2001. — 784 с. — 5000 экз. — ISBN 996-96421-0-X.
37. ↑  Yanagawa Y, Sakamoto T, Okada Y. Six cases of sudden cardiac arrest in alcoholic ketoacidosis Архивная копия от 20 сентября 2016 на Wayback Machine Intern Med. 2008; 47(2): 113-7.
38. ↑  Reynolds K., Lewis B., Nolen J. D., Kinney G. L., Sathya B., He J. Alcohol consumption and risk of stroke: a meta-analysis (англ.) // J. Amer. Med. Assoc. — 2003. — Vol. 289, no. 5. — P. 579—588.
39. ↑  Патологическая физиология [Учебник для студентов мед. вузов]. Н. Н. Зайко, Ю. В. Быць, А. В. Атаман и др. — К.: «Логос», 1996.
40. ↑  Davies M. J., Baer D. J., Judd J. T., Brown E. D., Campbell W. S., Taylor P. R. Effects of moderate alcohol intake on fasting insulin and glucose concentrations and insulin sensitivity in postmenopausal women: a randomized controlled trial (англ.) // J. Amer. Med. Assoc. — 2002. — Vol. 287, no. 19. — P. 2559—2562.
41. ↑  Howard A. A., Arnsten J. H., Gourevitch M. N. Effect of alcohol consumption on diabetes mellitus: a systematic review (англ.) // Ann. Intern. Med. — 2004. — Vol. 140, no. 3. — P. 211—219.
42. ↑  Knott C., Bell S., Britton A. Alcohol Consumption and the Risk of Type 2 Diabetes: A Systematic Review and Dose-Response Meta-analysis of More Than 1.9 Million Individuals From 38 Observational Studies. (англ.) // Diabetes Care. — 2015. — September (vol. 38, no. 9). — P. 1804—1812. — doi:10.2337/dc15-0710. — PMID 26294775. [исправить]
43. ↑  Kaplan N. M. Alcohol and hypertension (англ.) // The Lancet. — Elsevier, 1995. — Vol. 345, no. 8965. — P. 1588—1589.
44. ↑  Ethanol suppresses smooth muscle cell proliferation in the postprandial state: a new antiatherosclerotic mechanism of ethanol?
Locher R, Suter PM, Vetter W. https://www.ncbi.nlm.nih.gov/pubmed/9459384 Архивная копия от 22 сентября 2018 на Wayback Machine
45. ↑  Gaziano J. M., Buring J. E., Breslow J. L., Goldhaber S. Z., Rosner B., VanDenburgh M., Willett W., Hennekens C. H. Moderate alcohol intake, increased levels of high-density lipoprotein and its subfractions, and decreased risk of myocardial infarction (англ.) // New Engl. J. Med. — 1993. — Vol. 329, no. 25. — P. 1829—1834.
46. ↑  Kerry N. L., Abbey M. Red wine and fractionated phenolic compounds prepared from red wine inhibit low density lipoprotein oxidation in vitro (англ.) // Atherosclerosis. — 1997. — Vol. 135, no. 1. — P. 93—102.
47. ↑  Lacoste L., Hung J., Lam J. Y. Acute and delayed antithrombotic effects of alcohol in humans (англ.) // Amer. J. Cardiol. — 2001. — Vol. 87, no. 1. — P. 82—85.
48. ↑  Albert M. A., Glynn R. J., Ridker P. M. Alcohol consumption and plasma concentration of C-reactive protein (англ.) // Circulation[англ.]. — Lippincott Williams & Wilkins[англ.], 2003. — Vol. 107, no. 3. — P. 443—447.
49. ↑  Friedman G. D., Klatsky A. L. Is alcohol good for your health? [editorial; comment] (англ.) // New Engl. J. Med. — 1993. — Vol. 329, no. 25. — P. 1882—1883.
50. ↑  Kenneth J. Mukamal, M.D., M.P.H., M.A., and Eric B. Rimm, Sc.D. Alcohol's Effects on the Risk for Coronary Heart Disease : [арх. 12 ноября 2018] // National Institute on Alcohol Abuse and Alcoholism.
51. ↑  Schuckit MA, Smith TL. An evaluation of the level of response to alcohol, externalizing symptoms, and depressive symptoms as predictors of alcoholism. J Stud Alcohol 2006; 67: 215—227
52. ↑  Alcohol and Coronary Heart Disease Архивная копия от 1 сентября 2009 на Wayback Machine — A Commentary by NIAAA Director Enoch Gordis, M.D.
53. ↑  «A healthy dose of scepticism — Four good reasons to think again» T.Chikritzhs, K.Fillmore, T.Stockwell. Дата обращения: 12 ноября 2018. Архивировано 21 февраля 2011 года.
54. ↑  Fillmore K, Stockwell T, et al. Moderate alcohol use and reduced mortality risk: systematic error in prospective studies and new hypoteses // Ann. Epidemiol. — 2007. — Т. 17. — С. S16–S23.
55. ↑  «Alcohol consumption and cardiovascular mortality accounting for possible misclassification of intake: 11-year follow-up of the Melbourne Collaborative Cohort Study» Harriss L R English DR, Hopper JL, Powles J, Simpson JA, Dea K, Giles GG, Tonkin A M (2007) (недоступная ссылка — история).
56. ↑  Стратегии по сокращению вредного употребления алкоголя. ВОЗ (май 2008). Дата обращения: 11 октября 2015. Архивировано 19 октября 2015 года.
57. 1 2  Каждый пятый россиянин умирает от алкоголя. Дата обращения: 12 февраля 2011. Архивировано 13 февраля 2011 года.
58. ↑  Би-Би-Си: «Водка и высокая политика». Дата обращения: 26 декабря 2014. Архивировано 27 декабря 2014 года.
59. ↑  ВОЗ: каждая 20-я смерть в мире происходит из-за алкоголя. Дата обращения: 27 сентября 2018. Архивировано 27 сентября 2018 года.
60. ↑  Svetlana Popova. Fetal alcohol spectrum disorders :  [англ.] : [арх. 15 июня 2023] / Svetlana Popova, Michael E. Charness, Larry Burd … [et al.] // Nature Reviews Disease Primers. — 2023. — Vol. 9, no. 1 (23 February). — ISSN 2056-676X. — doi:10.1038/s41572-023-00420-x.
61. ↑  Fetal Alcohol Syndrome (англ.). Архивировано 25 января 2013 года.
62. ↑  Пища // Большая советская энциклопедия. — М.: Большая советская энциклопедия, 1955. — Т. 33. — С. 132.
63. ↑  Виноделие : [арх. 15 июня 2022] / С. С. Щербаков // Великий князь — Восходящий узел орбиты. — М. : Большая российская энциклопедия, 2006. — С. 354—356. — (Большая российская энциклопедия : [в 35 т.] / гл. ред. Ю. С. Осипов ; 2004—2017, т. 5). — ISBN 5-85270-334-6.
64. ↑  Пиво : [арх. 3 января 2023] / Г. А. Ермолаева // Перу — Полуприцеп. — М. : Большая российская энциклопедия, 2014. — С. 168. — (Большая российская энциклопедия : [в 35 т.] / гл. ред. Ю. С. Осипов ; 2004—2017, т. 26). — ISBN 978-5-85270-363-7.
65. ↑  Ловчев В. М. Египет: производство и потребление алкогольных изделий Архивная копия от 17 ноября 2018 на Wayback Machine
66. ↑  Ловчев, В. М. Проалкогольные и антиалкогольные традиции в европейской культуре. — Диссертация на соискание звания доктора исторических наук. — 2013. Архивировано 28 декабря 2017 года.
67. ↑  s:en:The Doctrine and Covenants/Section 89
68. ↑  Word of Wisdom (англ.). Церковь Иисуса Христа Святых последних дней. — «In the Word of Wisdom, the Lord revealed that the following substances are harmful: (...) Tea and coffee (see D&C 89:9; latter-day prophets have taught that the term “hot drinks,” as written in this verse, refers to tea and coffee).» Дата обращения: 24 мая 2017. Архивировано 1 февраля 2014 года.
69. ↑  The Irish Times, 03.01.2003. Albania's Bektashis slowly find place in the world again Архивная копия от 2 сентября 2022 на Wayback Machine
70. ↑  «Большая российская энциклопедия», статья «Бекташия» Архивная копия от 23 января 2023 на Wayback Machine
71. ↑  «Независимая газета», 18.09.2002. Особенности албанской веры Архивная копия от 16 февраля 2022 на Wayback Machine
72. ↑  Euronews, 11.06.2018. The Bektashis: A Sufi community that still stands for tolerance despite a long history of persecution Архивная копия от 16 февраля 2022 на Wayback Machine
73. ↑  Абдул-Баха. Китаб-и-Агдас, п144 Архивная копия от 1 февраля 2014 на Wayback Machine.